# Sorbey, Moselle
Sorbey är en kommun i departementet Moselle i regionen Grand Est (tidigare regionen Lorraine) i nordöstra Frankrike. Kommunen ligger i kantonen Pange som tillhör arrondissementet Metz-Campagne. År 2022 hade Sorbey 390 invånare.

## Befolkningsutveckling
Antalet invånare i kommunen Sorbey
| Referens: INSEE |